# 246 (số)
246 (hai trăm bốn mươi sáu) là một số tự nhiên ngay sau 245 và ngay trước 247.